# Badangerlinde

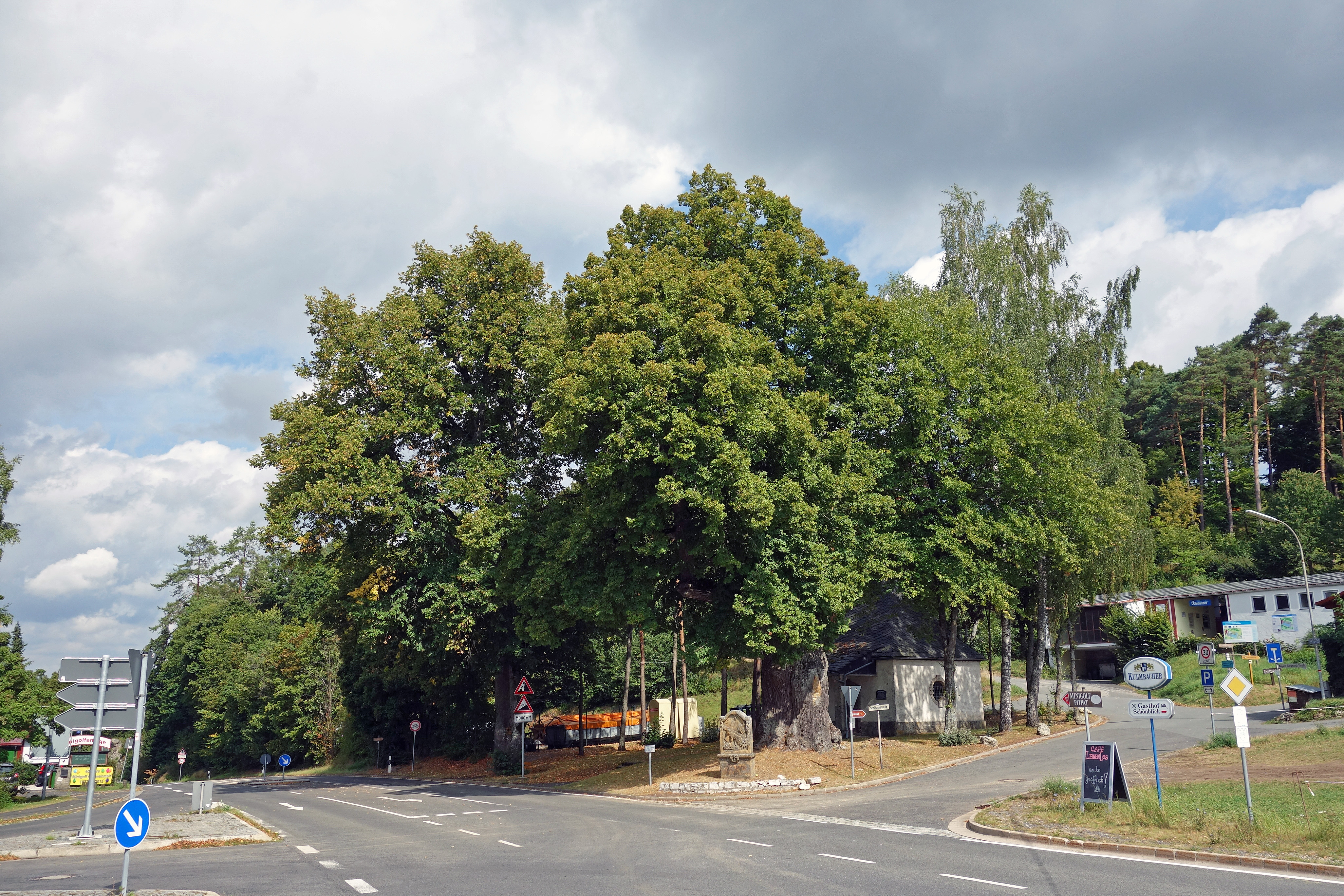
Badangerlinde

Die Badangerlinde ist ein Naturdenkmal (ND-04484) am nordöstlichen Rand von Gößweinstein in der Fränkischen Schweiz. Sie steht auf einer Wiese neben einer Kapelle an einer Straßenkreuzung auf einer Höhe von 430 Metern über Normalnull. Die Linde soll bereits in der Chronik von Gößweinstein im 13. Jahrhundert erwähnt worden sein, somit wäre sie etwa 800 Jahre alt.

## Geschichte

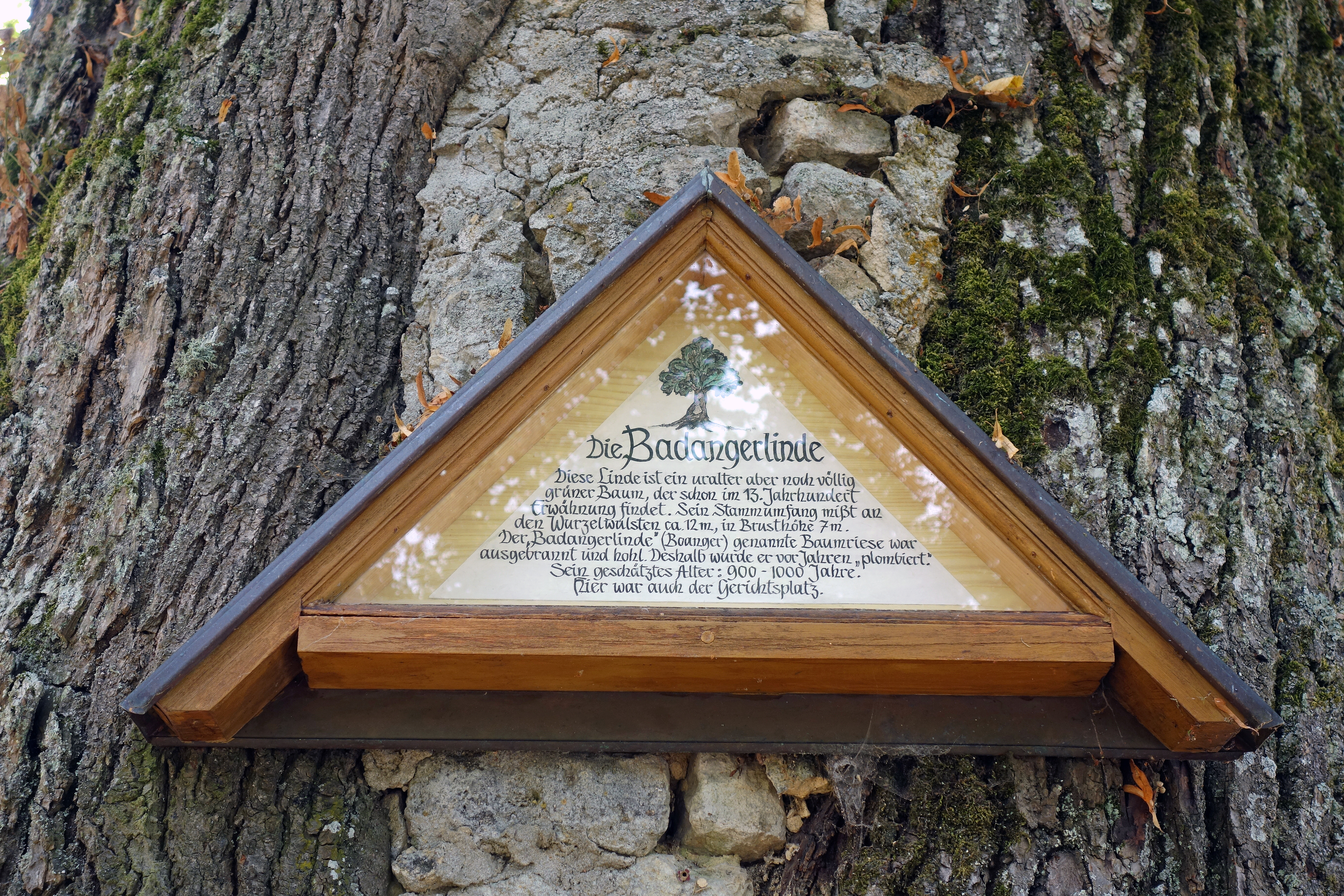
Informationstafel

Die Herkunft des Namens ist nicht konkret überliefert. Der Forstmann Hartwig Goerss schrieb im Jahre 1981 in Unsere Baumveteranen, dass als Standort der Linde meistens „Am Bad auf dem Anger“ genannt wird und davon der Name Badangerlinde herrührt. An der Linde, die mindestens zweimal in Brand geriet, soll sich ein Gerichtsplatz befunden haben. Eine Informationstafel am Stamm schreibt ihr ein Alter von 900 bis 1000 Jahren zu. Der Umfang an den Wurzelwülsten wird mit zwölf und in Brusthöhe (1,3 Meter Höhe) mit sieben Metern angegeben. Der Baum wurde vor einigen Jahrzehnten mit einem Kostenaufwand von 12.000 Deutsche Mark saniert und der Hohlraum im Stamm mit Steinen ausgemauert.

## Beschreibung

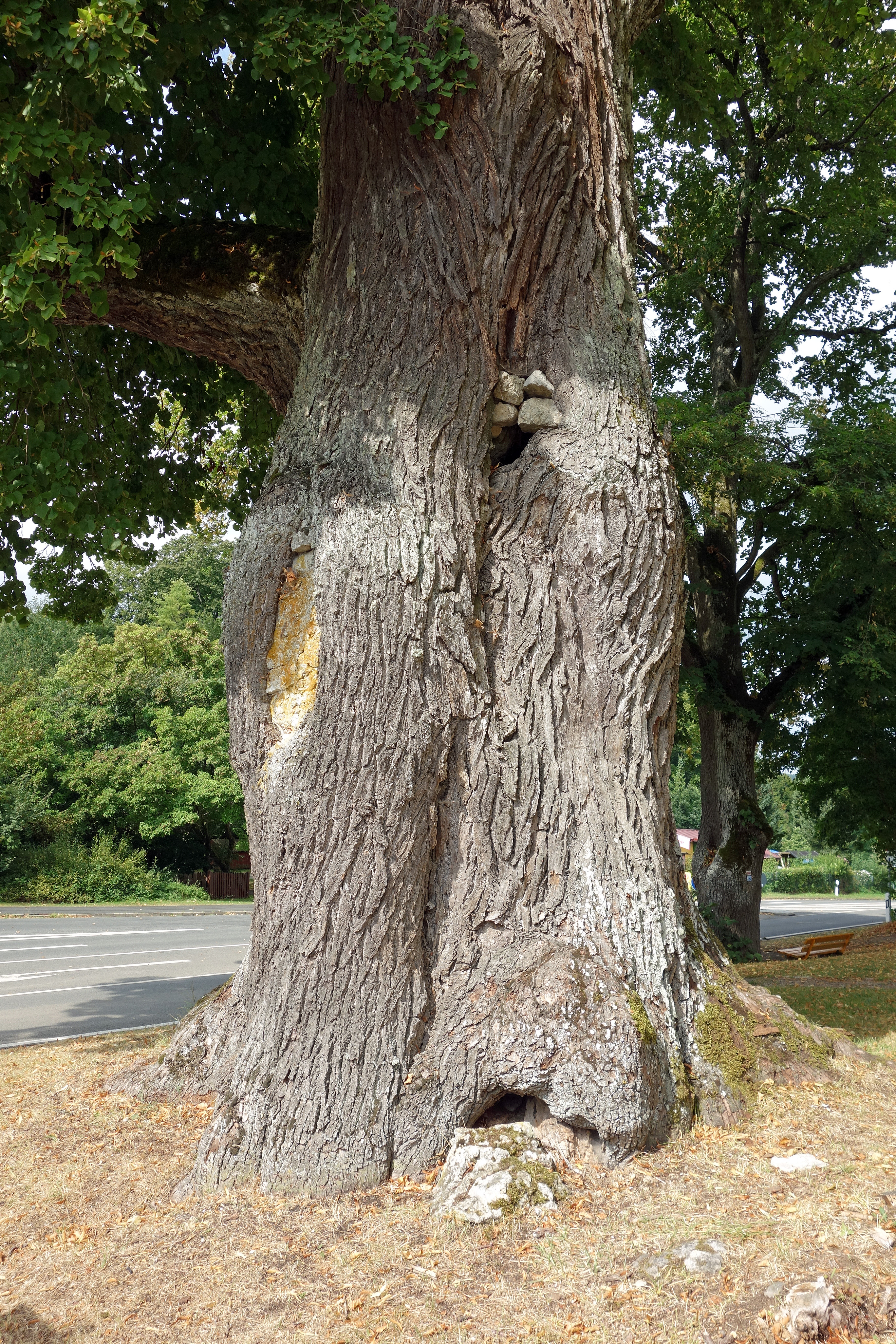
Stammansicht

Der Stamm gabelte sich in mehreren Metern Höhe in ursprünglich zwei große Äste, die steil nach oben strebten und die große Krone bildeten, die noch in den 1980er Jahren erhalten war. Jetzt fehlt einer dieser Äste, so dass die Krone nur noch zur Hälfte vorhanden ist. Das Alter der Linde wird in der Literatur unterschiedlich angegeben. Ein Teil gibt ein Alter von 700 bis 800 Jahren an, was auf einer entsprechenden Nennung in der Chronik beruht. Michel Brunner gab 2007 in Bedeutende Linden ein Alter von etwa 350 Jahren an. Im Jahr 2012 hatte die Linde an der Stelle ihres geringsten Durchmessers auf 1,3 Meter, der Höhe des sogenannten Brusthöhendurchmessers (BHD), einen Umfang von 7,24 Metern. Michel Brunner nannte für das Jahr 2007 einen Umfang von 7,3 Metern und Hartwig Goerss für 1981 in Brusthöhe von 7,15 Metern. 2003 betrug der Umfang in einem Meter Höhe 7,40, knapp über dem Boden 11 Meter und die Höhe 25 Meter.